# Caso de espionaje de Chile en el Perú de 2009
El 14 de noviembre de 2009 el Gobierno del Perú denunció a Chile por el caso de espionaje supuestamente realizado por militares peruanos y chilenos por lo menos desde 2004, entre ellos el suboficial de la Fuerza Aérea del Perú (FAP) Víctor Ariza Mendoza, acusado de entregar información clasificada y secreta a Chile, y el técnico inspector Justo Rufino Ríos Aguilar. La justicia peruana ordenó la detención de dos supuestos militares chilenos, Daniel Márquez Torrealba y Víctor Vergara Rojas, en calidad de «investigadores de los delitos de revelación de secretos nacionales y espionaje en perjuicio del Estado peruano». Para noviembre de 2009, no había aún condena judicial.

## Investigación
El expediente judicial con las pruebas del caso de supuesto espionaje chileno contra Perú consta de 2.000 folios y fue entregado a Chile el 18 de noviembre de 2009.
El canciller García Belaunde explicó la demora “porque a la fiscalía peruana le ha tomado mucho tiempo la certificación de cada uno de los 2 mil folios por lo que no será posible entregarlo hoy (martes 17 de noviembre)”. Según el canciller, entre los documentos a entregarse se incluyen pruebas respecto a que el suboficial de la FAP Víctor Ariza recibía 3 mil dólares mensuales que provenían de Santiago.
Junto con confirmar que ya están en su poder la Nota Verbal y los antecedentes sobre el supuesto espionaje acusado por el Perú, el canciller chileno Mariano Fernández precisó que se trata de un dosier de "unas 300 páginas y no de dos mil", como había informado la prensa limeña. "Vamos a leer la nota y, de acuerdo a lo que nosotros veamos en ella, vamos a responder en el momento oportuno", dijo el ministro de Relaciones Exteriores, haciendo hincapié en que el gobierno chileno no tiene "inconveniente en responder consultas cuando se nos hacen a través de los mecanismos diplomáticos que corresponden".
El dosier entregado por Perú detalla el contenido de los cuatro interrogatorios a los que fue sometido Ariza entre el 3 y el 9 de noviembre, en los cuales el suboficial admite haber entregado información confidencial a cambio de dinero. Ariza explica las razones que lo motivaron a hacerlo y recalca el escaso valor que podría tener para Chile los antecedentes que aportó. El documento está cuidadosamente estructurado por el Ministerio de Relaciones Exteriores del Perú a fin de intentar acreditar ante Chile la existencia del delito, el trabajo judicial para verificar la participación de Ariza en estos hechos y supuestas pruebas sobre la entrega de información secreta. La inclusión de estas actas también es importante para el Perú en su intento por solicitar a Interpol que valide las pericias policiales.
La Presidenta Bachelet señaló, el 28 de noviembre, que su país analiza los antecedentes del caso de un supuesto espionaje a favor de Chile por parte de un militar peruano. "La verdad es que, hasta ahora, lo que hemos podido aventurar, de mirar, no tenemos resultados concretos que nos orienten a ningún resultado claro sobre los antecedentes y por lo tanto vamos a seguir con un estudio más profundo. Frente al hecho denunciado por Perú nosotros hemos señalado con claridad que vamos a investigar, estudiar (...) las evidencias si es que existe algo que corresponda y por cierto se tomarán las decisiones de acuerdo a lo que aparezca de esto".

## Intercambio de notas diplomáticas

### Perú
El 18 de noviembre de 2009, el Ministerio de Relaciones Exteriores del Perú emite el Comunicado Oficial 005-2009 dando cuenta que ese día el Subsecretario de Asuntos de América de la Cancillería peruana, Embajador Javier León Olavarría convocó al Encargado de Negocios de Chile, Andrés Barbé, y le hizo entrega de la Nota en la cual "el Gobierno del Perú expresa su más enérgica protesta y rechazo categórico por las acciones de espionaje que se han verificado en contra de nuestra seguridad nacional".
Igualmente, el gobierno de este país en su protesta "solicita que Chile efectúe una pronta y profunda investigación que deslinde responsabilidades y, en cada caso se apliquen las sanciones que correspondan".
La Nota menciona la denuncia penal contra el peruano Víctor Ariza Mendoza por los delitos contra el Estado y la defensa nacional en la modalidad de atentados contra la seguridad y traición a la patria por haber revelado secretos nacionales y realizado espionaje en contra del Perú en complicidad de Justo Rufino Ríos Aguilar y acusa como instigadores a los chilenos Daniel Márquez Torrealba y Víctor Vergara Rojas.
El legajo entregado al representante chileno contiene evidencias del espionaje y se incluyen pruebas tales como el reporte que acredita transferencias desde Chile, en beneficio de Víctor Ariza por un monto de 178 mil dólares estadounidenses y su movimiento migratorio, así como detalle de las direcciones electrónicas que evidencian que la información fue enviada hacia un servidor ubicado en Santiago de Chile y a una casilla postal ubicada en el Correo Central de Santiago.

### Chile
Por su parte, el 24 de noviembre, el director de América del Sur de la Cancillería chilena, Embajador Jorge Montero, citó al Encargado de Negocios a.i. del Perú, ministro Guido Toro. En la oportunidad, se hizo entrega de una Nota Verbal de respuesta a la del Ministerio de Relaciones del Perú. En la aludida comunicación, "el Gobierno de Chile rechaza los términos de la Nota peruana, por estimar que los mismos no se condicen con el espíritu constructivo que debe presidir la relación bilateral". Al mismo tiempo, la respuesta chilena acusa recibo de los antecedentes entregados, anexos a la Nota peruana referida, señalando que "se procederá a su cuidadoso estudio, cuyos resultados se comunicarán a ese país, una vez que éste haya concluido".

## Reacción peruana
El presidente peruano Alan García abandonó el domingo 15 de noviembre el Foro de Cooperación Económica Asia-Pacífico realizado en Singapur por el caso del espionaje chileno. Una vez en Lima, realizó un mensaje donde denunció el hecho, indicando que éstas prácticas eran de una republiqueta y no de un país democrático.
El ministro de Relaciones Exteriores del Perú, José Antonio García Belaúnde, dijo que la denuncia sobre el supuesto caso de espionaje que su país atribuyó a Santiago “no es una acusación contra Chile” o la presidenta Michelle Bachelet. “No es una acusación contra Chile, no es una acusación contra la Presidenta de Chile, el Gabinete, los ministros, es una acusación contra aquellas personas que todavía en esta época siguen practicando estos hechos delictivos”. Acerca del caso, García Belaúnde mencionó el 19 de noviembre: "no se trata de un suboficial (chileno) con exceso de celo, implica todo un proceso con recursos y sistema. Hasta cuán alto llegaron las implicaciones, es lo que no sabemos y queremos que nos informen"
El 18 de noviembre, el Primer Mandatario peruano volvió a referirse al caso.
La Comisión de Relaciones Exteriores del Congreso peruano aprobó el 17 de noviembre una declaración en protesta, que será remitida a los países de la Unión de Naciones Suramericanas (Unasur) y la Organización de Estados Americanos (OEA). Según el presidente del Parlamento, Luis Gonzales Posada, la declaración se visó tras una presentación a puerta cerrada en dicha comisión de los ministros de Relaciones Exteriores, José Antonio García Belaúnde, y Defensa, Rafael Rey. "Se ha aprobado una declaración que contiene tres puntos: primero, repudiar el espionaje chileno; segundo, denunciar la política armamentista por parte del Gobierno de ese país, y tercero, ratificar la voluntad pacifista e integradora de Perú".
El político nacionalista Ollanta Humala ratificó su opinión de que el Gobierno debe suspender las relaciones diplomáticas y dejar sin efecto el acuerdo comercial con Chile, que entró en vigencia en marzo de 2009. Empero, aclaró que en ningún momento ha pedido romper las relaciones comerciales, ya que sería perjudicial para las regiones del sur.
La lideresa del fujimorismo, Keiko Fujimori, dirigiéndose a la presidenta de Chile, Michelle Bachelet, respondió a las declaraciones de la mandataria chilena, en las que ésta señala que “lo que debe primar por sobre todas las cosas es el respeto”.
“Sostener que la protesta del presidente Alan García es ofensiva cuando Chile ha sido sorprendido con las manos en la masa en un acto de espionaje es cuando menos cínico. De mujer a mujer le digo: Señora Bachelet, no sea cínica”, enfatizó. “Cinismo es lo menos que se puede decir”.
El Gobierno del Perú determinó advertir a Chile que si no asume una investigación de supuesto nexos del peruano detenido en Lima como presunto espía, evaluará el estado de las relaciones entre ambos países.
El 30 de noviembre, en Estoril, García explicó que en Chile se malinterpretaron sus palabras y no calificó a Chile de una republiqueta; si no que el espionaje es más propio de republiquetas que de países democráticos.

### Efectos colaterales
Congresistas de la oposición peruana anunciaron que presentarán una moción de investigación porque, según los parlamentarios, la presencia de personal militar de Chile como pilotos de LAN Perú y en puntos estratégicos, como es el caso de los aeropuertos, pone en peligro la seguridad nacional.
El Tribunal Constitucional (TC) de Perú comenzará a debatir si el Tratado de Libre Comercio (TLC) con Chile se ajusta a la Constitución, en un fallo en que inevitablemente estará presente el caso de supuesto espionaje que enfrenta a los dos países, según Carlos Mesía, vicepresidente del tribunal. "Digamos que es inevitable; los magistrados discutiremos jurídicamente pero en nuestro fuero interno, freudianamente para decirlo en forma de metáfora, la cuestión exterior (relaciones con Chile) obviamente que va a estar presente", subrayó el magistrado.

## Reacción chilena
La presidenta de Chile Michelle Bachelet negó el espionaje y reprochó al presidente peruano García usar foros multilaterales para crear polémica.
En Santiago el Canciller Mariano Fernández expresó que "El Gobierno de Chile no practica el espionaje y no acepta imputaciones de ninguna parte respecto a estos asuntos". Igualmente se refirió a sobre si Chile siente "envidia" al Perú
Por su parte, la ministra vocera de Gobierno, Carolina Tohá, comentó los duros dichos de Alan García contra la presidenta Michelle Bachelet.
Chile negó tajantemente el espionaje, y deslizó sospechas de que Perú escogió el momento para hacer pública la denuncia, ya que medios de prensa expresaron que la captura del militar peruano se dio el 30 de octubre y tan sólo se conoció dos semanas después, en pleno foro de la APEC.
En Santiago, políticos chilenos de todas las tendencias dijeron que existe una campaña para dañar la imagen de Chile. "Es una estrategia comunicacional concertada de Perú para crear la sensación de que Chile es un país belicista y agresor", dijo el senador oficialista Jorge Pizarro, presidente de la comisión de Relaciones Exteriores del Senado chileno.
El expresidente Ricardo Lagos señaló que "el gobierno ha actuado muy bien, con serenidad y con firmeza. La respuesta que ha entregado, tanto el canciller como nuestra Presidenta, creo ha interpretado al país y creo que debemos estar contentos por la forma en la que se está llevando esto".A juicio de Lagos, el asunto ha sido tratado "con serenidad y con tranquilidad, sin exabruptos, por los canales adecuados", lo que "es propio de los países que tenemos la razón". Asimismo, aseguró que La Moneda ha hecho lo adecuado al no escalar el conflicto, señalando que si existen antecedentes del supuesto espionaje, estos deben ser entregados para su posterior análisis.
El candidato presidencial de la Concertación, y senador, Eduardo Frei Ruiz-Tagle, acusó al gobierno peruano de ejercer un "excesivo patriotismo para desprestigiar a nuestro país y para crear climas en organizaciones internacionales como APEC, nos parecen actitudes permanentemente hostiles. Y nosotros, como país, siempre vamos a tener una buena relación con nuestros países vecinos porque así lo pensamos". Además expresó su total respaldo a la Mandataria, Michelle Bachelet, quien, a su juicio, ha abordado "con tino, criterio y tranquilidad" las relaciones con Lima. Según Frei, la actitud del Perú de "conducir la política exterior en base al conflicto y la descalificación" es "inoportuna, innecesaria e irreflexiva".
La Cámara de Diputados aprobó un proyecto de acuerdo que señala: "Rechazamos las afrentas hechas al país por las más altas autoridades peruanas, incluido el Presidente Alan García (...) Rechazamos, además, el modelo hostil de la política exterior de Perú hacia Chile, llamando a las más altas autoridades peruanas a la reflexión, para evitar la creación de conflictos artificiosos, que sólo perjudican el futuro de la relación entre ambas naciones".
El Presidente de la Cámara de Diputados, Rodrigo Álvarez, señaló que “rechazamos el modelo hostil que está adoptando Perú como política exterior y a diferencia de nuestros vecinos del norte, la prepotencia la responderemos con prudencia, la enemistad con diálogo y las rencillas del pasado, con una mirada de futuro”.Consultado sobre qué mensaje le enviaría al pueblo peruano, Álvarez afirmó que es de profunda amistad y con las intenciones de mantener una diplomacia constructiva.
El 22 de noviembre, el canciller chileno Mariano Fernández, en una entrevista local, explicó que las instituciones del Estado chileno no practican espionaje y si apareciera alguien que lo hizo, será sancionado porque es ilegal en Chile.

## Reacción de otros países
- Estados Unidos

- En su rueda de prensa diaria, el portavoz del Departamento de Estado, Ian Kelly, dijo que EE. UU. está "al tanto de que hay tensiones entre los dos países. Hacemos un llamamiento para que las resuelvan a nivel bilateral", señaló, para reiterar que solamente puede dar el mismo consejo a Perú y a Chile que el que ha dado en los últimos días a Colombia y a Venezuela.
- Bolivia - El Vicecanciller, Hugo Fernández, afirmó que el espionaje es una actividad normal de los estados; y que ese país espía las actividades de la DEA.[41]

## Otros casos previos
En años anteriores se realizaron otras acusaciones de espionaje.

### 1978
El ex suboficial FAP Julio Vargas Garayar, quien trabajaba en la embajada de Chile en Lima, indicó que oficiales del ejército chileno le contactaron para desempeñarse como espía y le pidieron realizar fotografías de la base aérea de la FAP en La Joya (Arequipa). Fue prontamente descubierto en sus actividades y de inmediato fue acusado de espionaje y sentenciado a muerte en un juicio sumario ante un tribunal militar. El Consejo de Ministros negó el indulto al condenado y el 20 de enero de 1979 Vargas Garayar fue fusilado por traición a la patria.

### 1979
En 1978, los oficiales militares chilenos capitán Sergio Jarpa y teniente Alfredo Andoázegui, del petrolero chileno Beagle anclado en Talara, se encaminaron a la base aérea militar situada en Talara para fotografiar ocultamente los aviones de combate Sukhoi Su-22 adquiridos por el Perú, siendo arrestados por la seguridad de la Fuerza Aérea del Perú. Los oficiales chilenos indicaron que las órdenes provenían del embajador chileno, Francisco Bulnes. El presidente peruano de entonces, el General del Gobierno Revolucionario de las Fuerzas Armadas, Francisco Morales Bermúdez decide expulsar al embajador chileno declarándole "persona non grata". Antes de partir, Bulnes pide también la liberación de los oficiales chilenos; el embajador y los oficiales fueron también expulsados del Perú en enero de 1979.

### 2001
El expresidente del Consejo de Ministros y ex Canciller, Javier Pérez de Cuéllar, expresó en mayo de 2001 su enérgico rechazo a la presunción de que el Gobierno del Perú haya colocado en la Embajada y en la residencia diplomática chilenas en Lima algún aparato electrónico para espiar sus actividades, como fuera denunciado por el embajador Juan Pablo Lira. Asimismo, irónicamente, lamentó la mala seguridad que tienen ambos locales y manifestó que corresponde a las autoridades chilenas investigar su personal civil y de seguridad para determinar cómo ingresaron dispositivos electrónicos de escucha. La ex Canciller chilena, Soledad Alvear declinó referirse al caso, misma actitud tomada por el gobierno de la época.
Pérez de Cuéllar agregó que "creo que la responsabilidad es de la propia Embajada chilena que no sabe cuidar su casa", dijo tras señalar que "al Perú no le corresponde investigar el hecho", pero que si Chile decidía solicitar algún apoyo que lo hiciera, lo que no sucedió.

### 2009
En abril de 2009, los operarios de limpieza peruanos Carlos Cristóbal Solís y Odar de la Cruz Muñoz que trabajaban frente a los astilleros navales, fueron expulsados por infracción a la Ley de Extranjería, porque habían ingresado con visa de turismo. 
En Chile se indicó que se les había encontrado fotografiando recintos de la Armada de Chile en el interior del hospital naval y que en las cámaras se hallaron además imágenes de fuerzas de élite y de una fracción de la escuadra nacional chilena. Estos hechos motivaron una advertencia del Subsecretario de Relaciones Exteriores (s), Juan Pablo Lira, al Encargado de Negocios de la Embajada del Perú, Guido Toro, para evitar la reiteración de sucesos similares.
Al respecto el vicecanciller peruano Gonzalo Gutiérrez, expuso que fueron detenidos unas horas y luego liberados sin ningún cargo, aunque se les impuso una multa por trabajar sin permiso, ya que "tomar fotos al mar" no afectaba la seguridad de ese país.